# Ernie Banks
Ernest „Ernie“ Banks, Spitzname Mr. Cub oder Mr. Sunshine, (* 31. Januar 1931 in Dallas, Texas; † 23. Januar 2015 in Chicago, Illinois) war ein US-amerikanischer Baseballspieler, der von 1953 bis 1971 in der Major League Baseball (MLB) aktiv war. Sein erstes Spiel bestritt er am 17. September 1953 für die Chicago Cubs. Seine gesamte Karriere bestritt er bei den Cubs.